# Wikitribune
Wikitribune (Eigenschreibweise: WikiTribune) war eine im April 2017 angekündigte und am 30. Oktober 2017 in einer Beta-Version veröffentlichte Internet-Zeitung von Jimmy Wales, dem Gründer der Wikipedia. Die letzten Artikel erschienen im Sommer 2019. Im Oktober 2019 rief Wales mit dem soziale Netzwerk WT.Social eine neue Initiative ins Leben.
Die Ziele von Wikitribune waren eine faktenbasierte Berichterstattung und investigativer Journalismus, ein Mittel gegen Fake News und „alternative Fakten“. Gemäß dem Hybridmodell arbeiteten bezahlte Journalisten mit einer Community von Freiwilligen zusammen.
Mit ihrem Account angemeldete Freiwillige konnten vorhandene Artikel korrekturlesen, Fakten überprüfen, Änderungen vorschlagen, Quellen hinzufügen sowie neue Artikel schreiben. Community-Beiträge wurden von einem Mitglied des Stammpersonals überprüft und freigeschaltet. Es bestand Klarnamenszwang.
Die Inhalte wurden unter einer Creative-Commons-Lizenz CC-BY veröffentlicht.
Dem Betriebsbeginn ging ein Crowdfunding ab dem 25. April 2017 voraus. WikiTribune Ltd war ein gewinnorientiertes Privatunternehmen und nicht ein Projekt der gemeinnützigen Wikimedia Foundation wie beispielsweise Wikinews. Es gab keine Werbung.
Zum Beraterteam des Projektes gehörten Guy Kawasaki, bis Dezember 2016 Mitglied im Stiftungsrat der Wikimedia Foundation, sowie der US-Journalist Jeff Jarvis und die britische Schauspielerin Lily Cole. Chefredakteur war Peter Bale, der früher für die Nachrichtenagentur  Reuters gearbeitet hatte und das International Consortium for Investigative Journalists aufgebaut hatte. Anfang 2018 gab es 13 fest angestellte Redakteure, meist in London, aber auch aus Neuseeland, den USA und Irland. Die Zahl der angemeldeten Freiwilligen stieg von 1900 bei der Gründung 2017 auf 7700 Anfang 2018.
Aus dem hier beschriebenen Wikitribune-Projekt entstand 2019 das Projekt einer nicht-toxischen sozialen Plattform mit dem Namen WT.Social, das inzwischen „Trust Cafe“ heißt.